# 윌리엄 웨브 엘리스

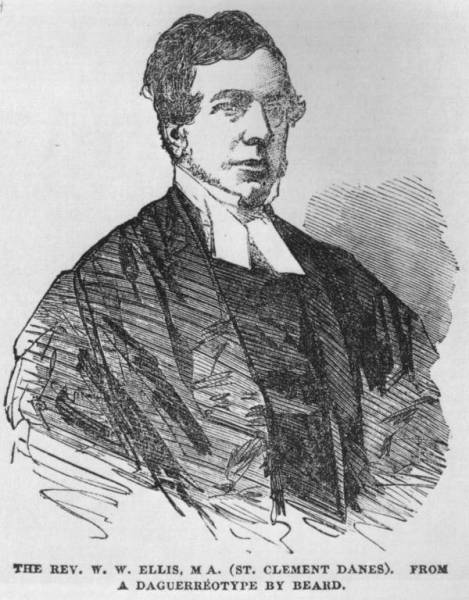
윌리엄 웨브 엘리스

윌리엄 웨브 엘리스(William Webb Ellis, 1806년 11월 24일 ~ 1872년 2월 24일)는 럭비의 발명자로 추정되는 인물이다.

## 개요
1823년, 영국의 유명한 공립 학교의 럭비 스쿨에서 풋볼 경기 중 윌리엄 웨브 엘리스가 공을 안은 채 상대의 골 목표로 달리기 시작했다는 증언이 남아있어 이것이 럭비의 기원으로 보고 있다. 럭비 월드컵의 우승 기념 컵은 그의 이름을 따서 웨브 엘리스 컵이라고 명명하고 있다.

## 같이 보기
- 애브너 더블데이